# Beton samozagęszczalny

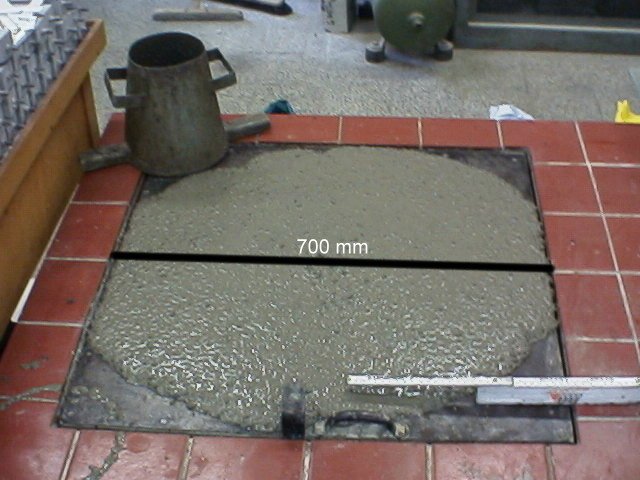
Test stożka rozpływowego betonu samozagęszczalnego

Beton samozagęszczalny – mieszanka betonowa zdolna do szczelnego wypełnienia deskowania, otulenia zbrojenia i zagęszczenia się pod własnym ciężarem, bez użycia wibratorów. Ten rodzaj mieszanki betonowej charakteryzuje się niskim współczynnikiem w/c (stosunek ilości wody do cementu), zwiększoną ilością superplastyfikatora, użyciem cementu wysokiej klasy, dodatkiem pyłu krzemionkowego oraz kruszywem o możliwie niskim punkcie piaskowym.
Wyeliminowanie konieczności mechanicznego zagęszczania umożliwia betonowanie konstrukcji o znacznym stopniu zbrojenia oraz nietypowych formach. Beton samozagęszczalny ze względu na łatwość uzyskania gładkiej i estetycznej powierzchni jest także wykorzystywany jako beton architektoniczny, który nie wymaga dodatkowego wykończenia. Beton ten charakteryzuje się lepszą odpornością na warunki środowiskowe. W przypadku betonów samozagęszczalnych klas niższych niż 30/37 wytrzymałość materiału po 28 dniach jest 40-80% większa niż zakładana przy dobieraniu składu mieszanki. Jest to spowodowane koniecznością zapewnienia innych cech niż wytrzymałość.
Kluczowe parametry betonu samozagęszczalnego, opisujące zdolność do właściwego wypełnienia deskowania, to granica płynięcia i lepkość plastyczna. Parametry te można badać w teście stożka rozpływowego. Normy przedmiotowe ograniczają średnice rozpływu (mierzone w wzajemnie prostopadłych kierunkach), różnicę pomiędzy nimi oraz segregację kruszywa (niedopuszczalna jest sytuacja, kiedy w próbce można zauważyć zgrupowanie występowania jednej frakcji kruszywa).
Beton samozagęszczalny wymaga na każdym etapie technologicznym większej dokładności i wzmożonego nadzoru, ze względu na większą wrażliwość na właściwości i skład mieszanki.
Ze względu na oszczędności uzyskane przez rezygnację z wibrowania mieszanki i uproszczenie procesu technologicznego, użycie tego typu betonu pozwala na obniżenie kosztów wykonania konstrukcji.
Beton samozagęszalny był wykorzystywany m.in. w budowie Burdż Chalifa, do wykonania grubej na 3,7 m płyty fundamentowej.